# Microsoft Excel
Microsoft Excel är ett program för kalkyl- och enklare datahanteringsuppgifter som ingår i programsviten Microsoft Office från Microsoft Corporation.
Microsoft lanserade först kalkylprogrammet Multiplan 1982. Detta blev framgångsrikt på CP/M-system, men på MS DOS-system var konkurrentprogramvaran Lotus 1-2-3 starkare. När Microsoft utvecklade Excel var målet, enligt Doug Klunder, att programmet skulle göra allting 1-2-3 gör och göra det bättre.
Den första versionen av Excel släpptes för Macintosh 1985 och den första Windows-versionen (numrerad 2.0 för att ligga i fas med Macintosh-versionen) släpptes i november 1987. Lotus var sena med att överföra 1-2-3 till Windows, vilket bidrog till att Excel 1988 hade passerat 1-2-3 i försäljningsstatistiken, något som bidragit till Microsofts position som ledande programutvecklare för PC-miljö. Microsoft har fortsatt att utveckla programvaran med regelbundna nyutgåvor eller uppdateringar ungefär vartannat år. Den aktuella versionen är Excel 2016, även kallad Microsoft Office Excel 2016 och ingår som en del i Microsoft Office 2016.

## Funktioner
Microsoft Excel har grundläggande funktioner som kan användas för att arbeta med kalkyl-uppgifter, genom att man använder sig av ett rutnät bestående av celler. Funktioner finns även för att visa diagram och liknande visuell data. Excel var inte konstruerat för att användas som en databas.

## Historia
Historia över Microsoft Excel för Windows.
| År   | Version            | Kommentar                                     |
| ---- | ------------------ | --------------------------------------------- |
| 1987 | Excel 2.0          |                                               |
| 1990 | Excel 3.0          | Introducerade 3D-grafiska funktioner          |
| 1992 | Excel 4.0          | Funktionen autofyll blev tillgänglig          |
| 1993 | Excel 5.0          |                                               |
| 1995 | Excel 95 (v7.0)    |                                               |
| 1997 | Excel 97 (v8.0)    |                                               |
| 1999 | Excel 2000 (v9.0)  | Lanserades som en del i Microsoft Office 2000 |
| 2001 | Excel 2002 (v10.0) |                                               |
| 2003 | Excel 2003 (v11.0) |                                               |
| 2007 | Excel 2007 (v12.0) |                                               |
| 2010 | Excel 2010 (v14.0) |                                               |
| 2013 | Excel 2013 (v15.0) |                                               |
| 2015 | Excel 2016 (v16.0) | Lanserades som en del i Microsoft Office 2016 |

## Konkurrenter
- Quattro Pro
- Gnumeric
- KSpread
- LibreOffice Calc
- Google Docs & Spreadsheets
- Numbers (Apple)